# Agente pulmonar

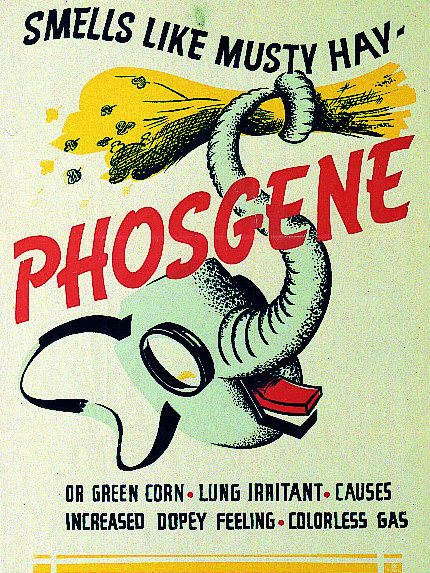
Cartel identificador del fosgeno (II Guerra Mundial, ca. 1941-1945)

Un agente pulmonar, o agente asfixiante, es un agente químico para armas diseñado para impedir la capacidad de la víctima para respirar. Funcionan causando una acumulación de fluidos en los pulmones, lo que luego conduce a la asfixia. La exposición a los ojos y la piel tiende a ser corrosiva, causando visión borrosa y quemaduras profundas graves. La inhalación de estos agentes causa ardor en la garganta, tos, vómitos, dolor de cabeza, dolor en el pecho, opresión en el pecho e insuficiencia respiratoria y circulatoria. 
Los ejemplos de agentes pulmonares incluyen: 
- Gas de cloro
- Cloropicrina (PS)
- Difosgeno (DP)
- Fosgeno (CG)
- Decafluoruro de disulfuro
- Perfluoroisobuteno
- Acroleína
- Difenilcianoarsina

El fosgeno es el agente pulmonar más peligroso utilizado comúnmente (aunque el decafluoruro de disulfuro y el perfluoroisobuteno son ambos aún más peligrosos, con 4 y 10 veces la letalidad del fosgeno respectivamente, ninguno de los dos se usa ampliamente). Es un gas incoloro en condiciones normales. Tiene una densidad de vapor 3.4 veces mayor que la del aire, lo que le permite permanecer bajo en el aire durante largos períodos de tiempo. El fosgeno conduce a un edema pulmonar masivo, que alcanza los síntomas máximos en 12 horas después de la exposición, seguido de la muerte dentro de las 24 a 48 horas. 
El cloro es un elemento utilizado en la industria. Es uno de los productos químicos más comúnmente fabricados en los Estados Unidos. Se utiliza para fabricar pesticidas, caucho y solventes. También se usa en agua potable y piscinas para matar bacterias. El grado de envenenamiento que causa el cloro depende de la cantidad de cloro al que está expuesta una persona. 

## Historia
El primer uso importante de estos agentes se produjo el 22 de abril de 1915, en la Segunda Batalla de Ypres en Bélgica. Los alemanes abrieron 168 toneladas de gas de cloro en las tropas francesas, canadienses y británicas, lo que creó una nube de gas químico arrastrada por el viento que abrió una brecha en las líneas. Sin embargo, los alemanes no estaban preparados para explotar la apertura. En 1917, los alemanes también introdujeron el agente fosgeno. Para entonces, ambas partes habían dominado las técnicas de los nuevos agentes de asfixia, como el difosgeno, la cloropicrina y el perfluoroisobuteno, que permitieron realizar numerosos ataques. Al final de la Primera Guerra Mundial, el fosgeno era responsable de aproximadamente el 80% de todas las muertes relacionadas con ataques químicos.   